# Joel Atilio Cazal
Joel Atilo Cazal (Asunción, Paraguay, 6 de abril de 1941 - Caracas, Venezuela, 27 de enero de 2010) fue un político paraguayo.

## Biografía
Joel Atilio Cazal nació en Asunción, Paraguay, el 6 de abril de 1941. Fue miembro de la Juventud Comunista Paraguaya desde la edad de 13 años. En 1970, se asila en la embajada uruguaya de su país natal y evita así ser detenido por la policía de la dictadura de Alfredo Stroessner. 
En Uruguay, militó en la organización política Resistencia Obrero Estudiantil (ROE) —que en julio de ese año, en Buenos Aires, Argentina, la dirigencia de la organización funda el Partido por la Victoria del Pueblo (PVP)—. La policía uruguaya lo detiene en mayo de 1975, y es brutalmente torturado durante seis días. Al borde de la muerte, es trasladado al Hospital Militar de Montevideo, donde es intervenido quirúrgicamente, y, a los 19 días, en plena recuperación postoperatoria y en los primeros minutos del 17 de julio de 1975, se escapa por la puerta trasera del hospital vestido con una bata de médico. Por la tarde de ese mismo día, se asila en la embajada de Venezuela y llega a este país el 10 de setiembre de 1975. 
En 1978 crea Ko'eyú Latinoamericano, revista de análisis político cultural. Se postuló para presidente en las elecciones generales de Paraguay de 1993 desde la Movimiento Amplio de Participación Nacional, donde queda en el 6° puesto entre 9 candidatos con 1.104 votos. Fallece en Caracas, el 27 de enero de 2010.